# Gérard Debreu
Gérard Debreu (Calais, 4 luglio 1921 – Parigi, 31 dicembre 2004) è stato un economista francese naturalizzato statunitense, vincitore del premio Nobel per l'economia nel 1983, per «aver incorporato nuovi metodi analitici nella teoria economica e per la sua rigorosa riformulazione della teoria dell'equilibrio generale».

## Biografia
Gérard Debreu nacque a Calais nel 1921. Suo padre, Camille Debreu, era socio in affari del nonno materno nell'azienda di merletti di famiglia, un'attività tradizionale di Calais. Debreu rimase orfano in tenera età, poiché suo padre si suicidò e sua madre morì per cause naturali. Dopo essersi diplomato al liceo alla vigilia della seconda guerra mondiale, si recò ad Ambert per studiare in una classe preparatoria per l'esame di ammissione a una grande école. Più tardi, si trasferì a da Ambert a Grenoble per completare la sua preparazione, entrambi i luoghi erano nella Francia di Vichy durante la seconda guerra mondiale. Nel 1941 fu ammesso all'École Normale Supérieure di Parigi, insieme a Marcel Boiteux. Fu influenzato da Henri Cartan e dagli scrittori di Bourbaki. Quando nel 1944 stava per sostenere gli esami finali, avvenne lo sbarco in Normandia e lui si arruolò nell'esercito francese.  Fu trasferito per l'addestramento in Algeria e poi prestò servizio nelle forze di occupazione francesi in Germania fino al luglio 1945. 

## Carriera
Debreu superò gli esami dell'Agrégation de Mathématiques tra la fine del 1945 e l'inizio del 1946. A quel tempo, si interessò di economia, in particolare della teoria dell'equilibrio generale di Léon Walras. Dal 1946 al 1948 fu assistente al Centre National de la Recherche Scientifique. Durante questi due anni e mezzo, passò dalla matematica all'economia. Nel 1948, Debreu si recò negli Stati Uniti con una borsa di studio Rockefeller che gli permise di visitare diverse università americane, così come quelle di Uppsala e Oslo nel 1949-50.
Debreu iniziò a lavorare come ricercatore associato e si unì alla Cowles Commission dell'Università di Chicago nell'estate del 1950. Vi rimase per cinque anni, tornando periodicamente a Parigi.

### La ricerca
Nel 1954, pubblicò un articolo rivoluzionario, intitolato Esistenza di un equilibrio per un'economia competitiva, insieme a Kenneth Arrow, in cui fornirono una prova matematica definitiva dell'esistenza di un equilibrio generale, utilizzando metodi topologici piuttosto che basati sul calcolo. Nel 1956 conseguì il dottorato di ricerca presso l'Università di Parigi, un anno dopo essersi trasferito all'Università di Yale.
Nel 1959 pubblicò la sua monografia classica, Theory of Value: An Axiomatic Analysis of Economic Equilibrium (Cowles Foundation Monographs Series), una delle opere più importanti dell'economia matematica, in sintesi una riformulazione in termini rigorosi della teoria dell'equilibrio generale inaugurata da Léon Walras nel 1874. Scrisse Debreu: "Specifica le condizioni di esistenza, stabilità e ottimalità. Questo esercizio, che si colloca ad un alto grado di astrazione, è visto come un completo rinnovamento degli strumenti di calcolo 'marginali' utilizzati dai suoi predecessori". Tuttavia, agli occhi di alcuni, come Maurice Allais (Premio Nobel nel 1988): "La costruzione di Debreu non ha alcun valore scientifico, in quanto totalmente estranea al mondo dell'esperienza".
Studiò anche diversi problemi nella teoria dell'utilità cardinale, in particolare la decomposizione additiva di una funzione di utilità definita su un prodotto cartesiano di insiemi.
Nella sua monografia, Debreu stabilì una base assiomatica per i mercati competitivi. Stabilì anche l'esistenza di un equilibrio utilizzando un nuovo approccio. L'idea principale della sua argomentazione fu quella di dimostrare che esisteva un sistema di prezzi per il quale la corrispondenza aggregata dell'eccesso di domanda svaniva. Lo fece dimostrando un tipo di teorema del punto fisso che si basa sul teorema del punto fisso di Kakutani. Nel capitolo 7, Debreu introdusse il concetto di incertezza e mostrò come avrebbe potuto essere incorporato nel modello deterministico. Qui, introdusse la nozione di merce contingente, cioè una promessa di consegnare un bene nel caso in cui si realizzasse un certo stato di natura. Questo concetto è stato molto utilizzato nell'economia finanziaria, dove è noto come "titolo Arrow-Debreu".
Nel 1960-61 lavorò al Center for Advanced Study in the Behavioral Sciences di Stanford, in California, e dedicò la maggior parte del suo tempo alla complessa dimostrazione apparsa nel 1962 di un teorema generale sull'esistenza di un equilibrio economico. Nel gennaio 1962 iniziò a lavorare presso l'Università della California, Berkeley, dove insegnò fino al 1991. Fu naturalizzato cittadino statunitense nel 1975.
Durante i suoi anni sabbatici alla fine degli anni '60 e '70, visitò le università di Leida, Cambridge, Bonn e Parigi. Nel 1987 si recò all'Università di Canterbury come Erskine Fellow, tenendo lezioni di teoria economica. 
Nel 1990 fu eletto presidente dell'American Economic Association.

### Morte
Debreu morì a Parigi all'età di 83 anni per cause naturali la notte di Capodanno del 2004.. Fu sepolto nel cimitero di Père-Lachaise.

## Vita privata
Debreu sposò Françoise Bled nel 1946 ed ebbero due figlie, Chantal e Florence, nate rispettivamente nel 1946 e nel 1950.

## Opere
- The coefficient of resource utilization, Chicago, Cowles Commission for Research in Economics, University of Chicago, 1951.
- The classical tax-subsidy problem, Santa Monica, California, Rand Corporation, 1951.
- Non-negative square matrices, coautore I. N. Herstein, Santa Monica, California, Rand Corporation, 1952.
- A social equilibrium existence theorem, Santa Monica, California, Rand Corporation, 1952.
- Numerical representations of technological change, Santa Monica, California, Rand Corporation, 1952.
- Existence of an Equilibrium for a Competitive Economy, coautore Kenneth J. Arrow, da Econometrica, Vol. 22, No. 3, 1954, pp. 265–290. (disponibile sul sito della Stanford University)
- Theory of value : an axiomatic analysis of economic equilibrium, New York, John Wiley and sons, 1959.
- New concepts and techniques for equilibrium analysis, Ft. Belvoir Defense Technical Information Center, 1961.
- Non-negative solutions of linear inequalities, Ft. Belvoir Defense Technical Information Center, 1963.
- On a theorem of Scarf, New Haven, Conn., Cowles Foundation for Research in Economics at Yale University, 1964.
- Smooth preferences, Heverlee, Center for Operations Research & Econometrics, 1972.
- Mathematical economics : twenty papers of Gerard Debreu, Cambridge, Cambridge University Press, 1983.
- General equilibrium theory, 3 voll., Cheltenham; Brookfield, Elgar, 1996. ISBN 1852784172.